# Campeonato Sudamericano de Clubes de Voleibol Femenino 2015
El Sudamericano de Clubes Campeones de Voleibol Femenino 2015 se lleva a cabo del 4 al 8 de febrero de 2015 en la ciudad de Osasco, Brasil. El campeonato otorgará un cupo para el Campeonato Mundial de Clubes de la FIVB realizarse en Suiza.

## Equipos participantes
- Osasco Voleibol Clube (Molico Osasco)
- Río de Janeiro Vôlei Clube (Rexona-Ades)
- Club Atlético Villa Dora
- Universitario de Sucre
- Club Deportivo Boston College
- Universidad San Martín de Porres
- Club Atlético Bohemios
- Aragua Voleibol Club

## Grupos
| Grupo A                          | Grupo B                    |
| -------------------------------- | -------------------------- |
| Osasco Voleibol Clube            | Río de Janeiro Vôlei Clube |
| Universidad San Martín de Porres | Club Atlético Villa Dora   |
| Club Deportivo Boston College    | Universitario de Sucre     |
| Club Atlético Bohemios           | Aragua Voleibol Club       |

## Primera fase

### Grupo A
|     |                         | Partidos | Partidos | Partidos |     | Sets | Sets | Sets  | Puntos | Puntos | Puntos |
| Pos | Equipo                  | PJ       | PG       | PP       | Pts | SG   | SP   | Ratio | PG     | PP     | Ratio  |
| --- | ----------------------- | -------- | -------- | -------- | --- | ---- | ---- | ----- | ------ | ------ | ------ |
| 1   | Osasco Voleibol Clube   | 3        | 3        | 0        | 9   | 9    | 0    | MAX   | 225    | 110    | 2.045  |
| 2   | U. San Martín de Porres | 3        | 2        | 1        | 6   | 6    | 3    | 2.000 | 212    | 161    | 1.316  |
| 3   | Boston College          | 3        | 1        | 2        | 3   | 3    | 6    | 0.500 | 157    | 196    | 0.801  |
| 4   | Bohemios                | 3        | 0        | 3        | 0   | 0    | 9    | 0.000 | 98     | 225    | 0.435  |

| Fecha   | Partido                 | Partido   | Partido                   | Sets  | Sets  | Sets  | Sets | Sets | Puntuación total |
| Fecha   |                         | Resultado |                           | 1     | 2     | 3     | 4    | 5    | Puntuación total |
| ------- | ----------------------- | --------- | ------------------------- | ----- | ----- | ----- | ---- | ---- | ---------------- |
| 4-02-15 | U. San Martín de Porres | 3-0       | Boston College            | 25-20 | 25-15 | 25-20 |      |      | 75-55            |
| 4-02-15 | Bohemios                | 0-3       | Osasco Voleibol Clube     | 04-25 | 09-25 | 08-25 |      |      | 21-75            |
| 5-02-15 | U. San Martín de Porres | 3-0       | Bohemios                  | 25-11 | 25-13 | 25-07 |      |      | 75-31            |
| 5-02-15 | Osasco Voleibol Clube   | 3-0       | Boston College            | 25-11 | 25-04 | 25-12 |      |      | 75-27            |
| 6-02-15 | Boston College          | 3-0       | Bohemios                  | 25-16 | 25-18 | 16-12 |      |      | 75-46            |
| 6-02-15 | Osasco Voleibol Clube   | 3-0       | U.de San Martín de Porres | 25-23 | 25-22 | 25-17 |      |      | 75-62            |

### Grupo B
|     |                            | Partidos | Partidos | Partidos |     | Sets | Sets | Sets  | Puntos | Puntos | Puntos |
| Pos | Equipo                     | PJ       | PG       | PP       | Pts | SG   | SP   | Ratio | PG     | PP     | Ratio  |
| --- | -------------------------- | -------- | -------- | -------- | --- | ---- | ---- | ----- | ------ | ------ | ------ |
| 1   | Río de Janeiro Vôlei Clube | 3        | 3        | 0        | 9   | 9    | 0    | MAX   | 225    | 114    | 1.973  |
| 2   | Club Atlético Villa Dora   | 3        | 2        | 1        | 6   | 6    | 4    | 1.500 | 226    | 214    | 1.056  |
| 3   | Aragua                     | 3        | 1        | 2        | 3   | 4    | 7    | 0.571 | 187    | 240    | 0.779  |
| 4   | Universitario de Sucre     | 3        | 0        | 3        | 0   | 1    | 9    | 0.111 | 140    | 247    | 0.566  |

| Fecha   | Partido                    | Partido   | Partido                    | Sets  | Sets  | Sets  | Sets  | Sets | Puntuación total |
| Fecha   |                            | Resultado |                            | 1     | 2     | 3     | 4     | 5    | Puntuación total |
| ------- | -------------------------- | --------- | -------------------------- | ----- | ----- | ----- | ----- | ---- | ---------------- |
| 4-02-15 | Club Atlético Villa Dora   | 3-0       | Universitario de Sucre     | 25-15 | 25-19 | 25-15 |       |      | 75-49            |
| 4-02-15 | Aragua                     | 0-3       | Rio de Janeiro Vôlei Clube | 17-25 | 09-25 | 11-25 |       |      | 46-75            |
| 5-02-15 | Club Atlético Villa Dora   | 3-1       | Aragua                     | 19-25 | 26-24 | 26-24 | 25-17 |      | 96-90            |
| 5-02-15 | Rio de Janeiro Vôlei Clube | 3-0       | Universitario de Sucre     | 25-5  | 25-12 | 25-5  |       |      | 75-22            |
| 6-02-15 | Universitario de Sucre     | 1-3       | Aragua                     | 25-22 | 15-25 | 12-25 | 17-25 |      | 69-97            |
| 6-02-15 | Rio de Janeiro Vôlei Clube | 3-0       | Club Atlético Villa Dora   | 25-15 | 25-17 | 25-23 |       |      | 75-55            |

## Ronda final
A la ronda final clasificaron los dos mejores de cada grupo, en donde el mejor posicionado del grupo A, jugaba contra el segundo del grupo B y el mejor del grupo B contra el segundo del grupo A.
|  | Semifinales                 | Semifinales                 |   |            | Final                        | Final                        |  |
|  | Sábado 7 de febrero de 2015 | Sábado 7 de febrero de 2015 |   |            | Domingo 8 de febrero de 2015 | Domingo 8 de febrero de 2015 |  |
|  |                             |                             |   |            |                              |                              |  |
|  |                             |                             |   |            |                              |                              |  |
|  | Osasco                      | 3                           |   |            |                              |                              |  |
|  | Villa Dora                  | 0                           |   |            |                              |                              |  |
|  |                             |                             |   |            |                              |                              |  |
|  |                             |                             |   |            |                              |                              |  |
|  |                             |                             |   |            | Osasco                       | 1                            |  |
|  |                             | Rio de Janeiro              | 3 |            |                              |                              |  |
|  |                             |                             |   |            |                              |                              |  |
|  |                             |                             |   |            |                              |                              |  |
|  |                             |                             |   |            | Tercer lugar                 |                              |  |
|  |                             |                             |   |            |                              |                              |  |
|  | Rio de Janeiro              | 3                           |   | Villa Dora | 0                            |                              |  |
|  | U. San Martín               | 0                           |   |            | U. San Martín                | 3                            |  |

### Semifinales
| Fecha   | Encuentro                  | Encuentro                | Resultado | Set   | Set   | Set   | Set | Set | Puntuación total |
| Fecha   | Encuentro                  | Encuentro                | Resultado | 1     | 2     | 3     | 4   | 5   | Puntuación total |
| ------- | -------------------------- | ------------------------ | --------- | ----- | ----- | ----- | --- | --- | ---------------- |
| 7-02-15 | Osasco Voleibol Clube      | Club Atlético Villa Dora | 3-0       | 25-12 | 25-9  | 25-16 |     |     | 75-37            |
| 4-02-15 | Rio de Janeiro Vôlei Clube | U. San Martín de Porres  | 3-0       | 25-15 | 25-13 | 25-19 |     |     | 75-47            |

### Partido por el3.erpuesto
| Fecha   | Encuentro                | Encuentro               | Resultado | Set   | Set   | Set   | Set | Set | Puntuación total |
| Fecha   | Encuentro                | Encuentro               | Resultado | 1     | 2     | 3     | 4   | 5   | Puntuación total |
| ------- | ------------------------ | ----------------------- | --------- | ----- | ----- | ----- | --- | --- | ---------------- |
| 7-02-15 | Club Atlético Villa Dora | U. San Martín de Porres | 0-3       | 14-25 | 11-25 | 12-25 |     |     | 37-75            |

### Final
| Fecha   | Encuentro             | Encuentro                  | Resultado | Set   | Set   | Set   | Set   | Set | Puntuación total |
| Fecha   | Encuentro             | Encuentro                  | Resultado | 1     | 2     | 3     | 4     | 5   | Puntuación total |
| ------- | --------------------- | -------------------------- | --------- | ----- | ----- | ----- | ----- | --- | ---------------- |
| 7-02-15 | Osasco Voleibol Clube | Rio de Janeiro Vôlei Clube | 1-3       | 25-15 | 21-25 | 22-25 | 14-25 |     | 82-90            |

## Clasificación final
| Pos | Equipo                                   |
| --- | ---------------------------------------- |
| 1   | Rio de Janeiro Vôlei Clube (Rexona-Ades) |
| 2   | Osasco Voleibol Clube (Molico Osasco)    |
| 3   | Universidad San Martín de Porres         |
| 4   | Club Atlético Villa Dora                 |
| 5   | Club Deportivo Boston College            |
| 6   | Aragua Voleibol Club                     |
| 7   | Universitario de Sucre                   |
| 8   | Club Atlético Bohemios                   |